# FAM49A
FAM49A‏ (Family with sequence similarity 49 member A) هوَ بروتين يُشَفر بواسطة جين FAM49A في الإنسان.

## الوظيفة
يلعب بروتين FAM49A دورًا في تنظيم إشارات الخلايا وتفاعلها مع البيئة المحيطة. تشير الدراسات إلى أن هذا البروتين قد يكون له دور في تنظيم الهيكل الخلوي (cytoskeleton) وعملية النقل داخل الخلايا. على الرغم من أن وظيفته الدقيقة لم تُفهم بالكامل بعد، إلا أن الدراسات الحديثة تُظهر أنه قد يكون له دور في تنظيم إشارات بروتينات صغيرة مثلRho GTPases، والتي تشارك في التحكم في الديناميكية الهيكلية الخلوية.

## الأهمية السريرية
تم ربط تعدد الأشكال (polymorphisms) في جين FAM49A بزيادة القابلية للإصابة بأمراض معينة، مثل بعض أنواع السرطان والأمراض الالتهابية. كما أظهرت بعض الدراسات أنه قد يكون له دور في استجابة الجسم للإصابة الفيروسية، مما يجعله هدفًا محتملاً للدراسات المستقبلية لتطوير العلاجات. بالإضافة إلى ذلك، يمكن أن يكون تحليل التعبير الجيني لـ FAM49A مفيدًا في تشخيص بعض الحالات المرضية وتحديد البروجنوسيس (prognosis) لدى المرضى.